# Zagroda Bafiów w Chochołowie
Zagroda Bafiów w Chochołowie (znane też pod nazwą Muzeum Powstania Chochołowskiego w Chochołowie) – muzeum z siedzibą we wsi Chochołów (powiat nowotarski). Placówka jest filią Muzeum Tatrzańskiego. 

## Historia
Muzeum powstało w 1978 roku, a jego siedzibą jest dawna chałupa zamożnego gospodarza, Jana Bafii, wzniesiona w 1798 roku, a przebudowana w 1889 roku. W budynku zachowano tradycyjny podział na pomieszczenia: izby „białą” i „czarną”, komorę oraz wyżkę nad komorą. Natomiast na ścianie budynku wisi kapliczka, będąca częścią ołtarza starego, drewnianego kościółka, rozebranego w 1874 roku.
W ramach ekspozycji prezentowane są wystawy:
- historyczna, poświęcona powstaniu chochołowskiemu z 1846 roku, zwanym „poruseństwem”. Wśród eksponatów można zobaczyć m.in. broń powstańczą, kartusz z powstańczym kalendarium, sylwetki przywódców, listy uczestników, opisy represji popowstańczych, historię obchodów rocznic oraz egzemplarze utworów literackich, poświęconych powstaniu. Osobna ekspozycja poświęcona została Sewerynowi Goszczyńskiemu,
- etnograficzną, ukazująca życie codzienne mieszkańców Chochołowa w XIX wieku. W pomieszczeniach zgromadzono dawne meble, przedmioty codziennego użytku oraz ceramikę i ozdoby (obrazy na szkle).

Muzeum jest placówką całoroczną, czynną od środy do niedzieli. Wstęp jest płatny.